# Homem-forte
Um homem-forte (em inglês:  strongman)  é um líder político que governa pela força e  conduz um regime autoritário. O termo é muitas vezes usado como sinônimo de "ditador" no mundo ocidental, mas difere de um "senhor da guerra" e geralmente não tem as conotações negativas, especialmente em alguns países da Europa Oriental e Ásia Central.

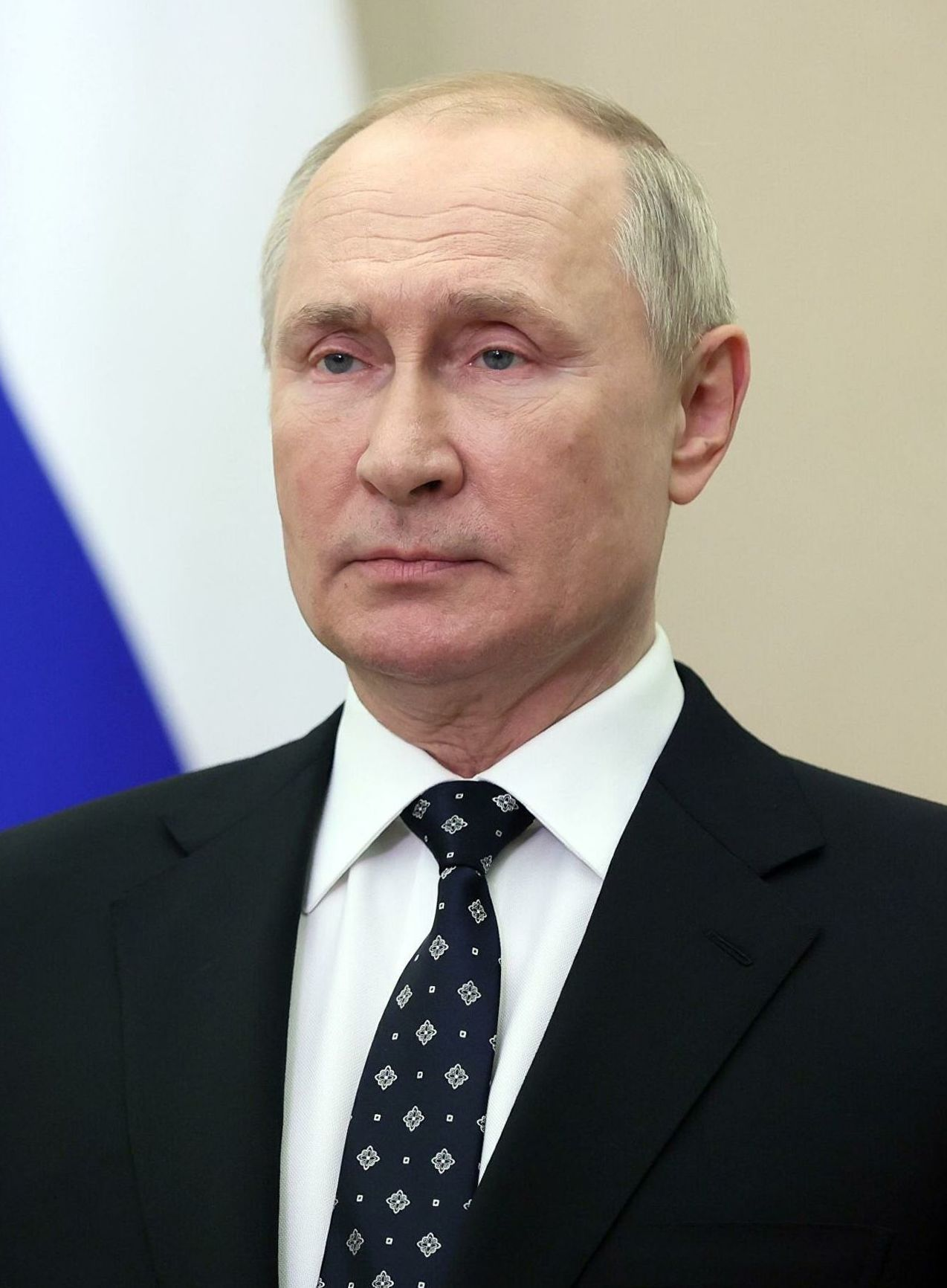
O jornalista Gideon Rachman descreveu Vladimir Putin como "o arquétipo e o modelo" dos homens fortes políticos modernos.

Um homem forte não é necessariamente sempre um chefe de Estado ou chefe de governo formal; às vezes jornalistas usam o termo para descrever uma figura militar ou política que exerce muito mais influência sobre um governo do que uma constituição local o permitiria. O General Manuel Noriega, por exemplo, foi muitas vezes apelidado de o "homem-forte do Panamá" pela enorme quantidade de poder político, que exercia sobre o Panamá, apesar do fato de não ser o presidente formal do Estado.
Da mesma forma, nem toda discussão de "liderança forte"  (ou toda promessa de fornecer tais) prevê o domínio por um homem-forte.